# Billie Thomas
William «Billie» Thomas Jr. (Los Ángeles, 12 de marzo de 1931-Los Ángeles, 10 de octubre de 1980) fue un actor infantil de nacionalidad estadounidense conocido principalmente por interpretar a Buckwheat en los cortos de La Pandilla (Little Rascals) desde 1934 hasta el final de la serie en 1944.

## La Pandilla
Nacido en Los Ángeles, California, aunque su personaje fue a menudo objeto de controversia en años posteriores por contener elementos del estereotipo "pickaninny" (negrito), Thomas siempre defendió su trabajo en la serie, apuntando a que Buckwheat y el resto de personajes afroamericanos del grupo eran tratados del mismo modo que los blancos. 
Thomas actuó por vez primera en La Pandilla en 1934 en los cortos For Pete's Sake!, The First Round-Up, y Washee Ironee, haciendo papeles de reparto. El personaje "Buckwheat" era una niña en esa época, y era interpretado por la hermana del componente del grupo Matthew "Stymie" Beard, Carlena, en For Pete's Sake!, y por Willie Mae Taylor en otras tres cintas.
Thomas empezó a encarnar a "Buckwheat" en el corto de 1935 Mama's Little Pirate. A pesar de ser un muchacho, el personaje continuaba siendo femenino, vestido con el estereotipo del "pickaninny" (negrito), una imagen basada en el Topsy de la novela La cabaña del tío Tom. Tras la salida de Stymie de la serie en 1935, el personaje Buckwheat lentamente se metamorfoseó en un chico, lo cual sucedió de modo definitivo en el film de 1936 The Pinch Singer. El caso fue similar a lo ocurrido con otro personaje afroamericano de La Pandilla, Allen "Farina" Hoskins.
A pesar del cambio de género de Buckwheat, la indumentaria andrógina de Billie Thomas no cambió hasta su actuación en 1936 en el largometraje de La Pandilla General Spanky. La nueva apariencia se mantuvo en la serie a partir del corto de 1936 Pay as You Exit.
Thomas permaneció en La Pandilla diez años, actuando en todos menos uno de los cortos hasta el final de la serie en 1944. Durante la primera mitad de su trayectoria en La Pandilla, el personaje de Thomas era a menudo emparejado con Eugene "Porky" Lee como un equipo de "pequeños" uniéndose en contra de la "chicos grandes," George "Spanky" McFarland y Carl "Alfalfa" Switzer. Thomas tuvo una dificultad de lenguaje siendo niño, al igual que Lee, que acabó siendo su mejor amigo, dentro y fuera de la serie.
Thomas siguió con La Pandilla cuando la serie cambió en 1938 la producción, que pasó de los Estudios Hal Roach a Metro-Goldwyn-Mayer. Thomas fue el único miembro de La Pandilla en actuar en todos los 52 cortos producidos por MGM, y fue el único intérprete de la era Hal Roach que continuó hasta el final de la serie en 1944. En 1940 Thomas había superado sus problemas de habla, y con Lee sustituido por Robert Blake, Buckwheat pasó a ser un arquetípico joven negro. Tenía 12 años de edad cuando se completó el último film de La Pandilla, Dancing Romeo, en noviembre de 1943.

## Años posteriores
Tras el final de La Pandilla, Thomas se alistó en el Ejército de los Estados Unidos en 1954, siendo licenciado en 1956 y condecorado con la Medalla National Defense Service y con la Medalla de Buena Conducta.
Tras su vuelta a la vida civil, Thomas se enfrentó a un dilema experimentado por muchos de sus compañeros de La Pandilla. Aunque recibió muchas ofertas para hacer papeles teatrales y cinematográficos, él no tenía deseos de volver a Hollywood como actor. Sin embargo, Thomas todavía siguió vinculado a la industria cinematográfica, y llegó a ser un buen técnico de laboratorio de la corporación Technicolor, aprendiendo las labores de edición y montaje cinematográficos.

## Fallecimiento
Thomas falleció a causa de un infarto agudo de miocardio en su domicilio en Los Ángeles, California, el 10 de octubre de 1980. Fue enterrado en el Cementerio Inglewood Park de Inglewood (California).